# سندرم شیر قلیا
سندرم شیر قلیا (به انگلیسی: Milk-alkali syndrome) در پزشکی بیماری است که در آن بالا بودن مزمن غلظت سرمی کلسیم در خون ناشی از مصرف مداوم کلسیم و بازهای قابل جذب (مانند کربنات کلسیم، شیر و بی کربنات سدیم) مشاهده می‌شود. در این بیماران برخلاف افراد طبیعی به دلیل اختلال کلیوی علی‌رغم هایپرکلسمی اغلب سطح ادراری کلسیم بالا نیست.

## بیماریزایی
در این بیماری اغلب علاو بر هایپرکلسمی، نارسایی کلیوی و آلکالوز نیز مشاهده می‌شود. شیوع این بیماری در گذشته که برای درمان اولسر پپتیک فقط از شربت هیدروکسیدهای قلیایی استفاده می‌شد بیشتر بود. امروزه مصرف خودسرانه مقادیر بالای مکملهای کلسیمی میتواند باعث بروز این بیماری شود.
مصرف کربنات کلسیم بیش از ۵gr/day یا حتی بیش از ۳gr/day در بیماران دیالیزی که جهت جبران کمبود ویتامین دی داده می‌شود نیز می‌تواند عامل ایجاد این سندرم شود. در حضور آلکالوز دفع کلیوی کلسیم کم می‌شود؛ زیرا در آلکالوز میزان کلسیم باند شده به پروتئینهای خون زیادتر می‌شود لذا کلسیم کمتری در نفرونها فیلتره می‌شود.

## علائم ودرمان
علائم هایپرکلسمی مزمن عبارتند از تهوع و استفراغ ، دردهای استخوانی و عضلانی، تحریک پذیری ، خستگی، اضطراب و بیخوابی، ضعف و بی حالی، فشارخون بالا ، درد شکمی، افزایش ادرار، بی اشتهایی ، سنگهای کلیوی و صفراوی. اولین قدم درمانی توقف مصرف کلسیم و بازها است.